# وننینگتون، لندن
وننینگتون (به انگلیسی: Wennington) یک روستا و ناحیه در بریتانیا است که در منطقه هیورینگ لندن واقع شده‌است. وننینگتون ۳۰۰ نفر جمعیت دارد.